# Добра новина (албум)
„Добра новина“ е третият студиен албум на певицата Райна. Издаден е от Пайнер през 2004 година и включва 13 песни. Най-голям успех постигат „Хиляди жени“, „Ти ме лъжеш най-добре“, „Как“ „Тежка диагноза“ дует с Константин.

## Песни
1. „Добра новина“
2. „Загуби всичко“
3. „Хиляди жени“
4. „Всичко искам да забравя“
5. „Добре си, но ще се оправиш“
6. „Отведи ме“
7. „Мокри сънища“
8. „Ти ме лъжеш най-добре“
9. „Две листа“
10. „Признание“
11. „Фантазия“
12. „Как“
13. „Тежка диагноза“ (дует с Константин)

## Видеоклипове
| Видеоклип                  | Премиера | Албум        | Режисьор                |
| -------------------------- | -------- | ------------ | ----------------------- |
| Ти ме лъжеш най-добре      | 2004     | Добра новина | Людмил Иларионов — Люси |
| Хиляди жени                | 2004     | Добра новина | Николай Скерлев         |
| Загуби всичко              | 2004     | Добра новина | Людмил Иларионов — Люси |
| Тежка диагноза             | 2004     | Добра новина | Людмил Иларионов — Люси |
| Как                        | 2004     | Добра новина | Людмил Иларионов — Люси |
| Добре си, но ще се оправиш | 2004     | Добра новина | Людмил Иларионов — Люси |
| Две листа                  | 2005     | Добра новина |                         |

## ТВ Версии
| Видеоклип                  | Албум        | Програма                                                                |
| -------------------------- | ------------ | ----------------------------------------------------------------------- |
| Ти ме лъжеш най-добре      | Добра новина | Купон в Авалон                                                          |
| Хиляди жени                | Добра новина | Лятна програма „Южни страсти“, Новогодишна програма „Нощта на звездите“ |
| Как                        | Добра новина |                                                                         |
| Две листа                  | Добра новина |                                                                         |
| Признание                  | Добра новина |                                                                         |
| Добра новина               | Добра новина |                                                                         |
| Добре си, но ще се оправиш | Добра новина | Новогодишна програма „Наздраве в Приказките“                            |
| Фантазия                   | Добра новина | Нежна е нощта 2005                                                      |
| Всичко искам да забравя    | Добра новина | Нежна е нощта 2005                                                      |

## Музикални изяви

### Участия в концерти
- Награди на телевизия „Планета“ за 2003 г. – изп. „Ти ме лъжеш най-добре“
- Награди на списание „Нов фолк“ за 2003 г. – изп. „Ти ме лъжеш най-добре“
- Турне „Планета Прима“ 2004 – изп. „Загуби всичко“, „Агресия“, „Ти ме лъжеш най-добре“, „Всичко искам да забравя“, „Хиляди жени“, „Плаче небето“ и „Питам“
- 3 години телевизия „Планета“ – изп. „Тежка диагноза“
- Награди на телевизия „Планета“ за 2004 г. – изп. „Добре си, но ще се оправиш“
- Награди на списание „Нов фолк“ за 2004 г. – изп. „Тежка диагноза“